# Walt Weiskopf
Walt Weiskopf (nacido el 30 de julio de 1959 en Augusta, Georgia) es un saxofonista, multiinstrumentista, compositor, autor y educador de jazz estadounidense. Ha lanzado dieciséis álbumes como líder y ha actuado en muchos otros álbumes como acompañante. Ha colaborado con artistas como Buddy Rich, Frank Sinatra y Steely Dan. 
La autora y periodista Cicily Janus considera a Weiskopf como "uno de los mejores músicos desconocidos de la escena moderna",  y la revista JazzTimes lo considera subestimado y "un saxofonista tenor muy potente que demuestra una fuerte influencia de Trane-Rollins". 

## Primeros años de vida
Nació en Augusta, Georgia. Creció en las afueras de Syracuse, Nueva York. Tomó su primer instrumento, el clarinete, a los 10 años. Comenzó sus estudios de saxofón cuatro años después. Estudió en la Eastman School of Music de la Universidad de Rochester de 1977 a 1980. Después de obtener su licenciatura en interpretación musical, se mudó a la ciudad de Nueva York en septiembre de 1980.

## Carrera profesional
Comenzó su carrera en Nueva York actuando con la Buddy Rich Big Band en 1981 a la edad de 21 años,  y comenzó un período de 14 años con la Toshiko Akiyoshi Jazz Orchestra dos años después.  Desde entonces ha publicado 16 grabaciones como líder y tiene numerosos créditos como acompañante.  
En 1988, decidió asistir al Queens College de la ciudad de Nueva York, donde pasó 2 años estudiando con el clarinetista Leon Russianoff. Más tarde obtuvo una Maestría en Artes en interpretación de clarinete. Durante las siguientes dos décadas actuó con varias orquestas notables, incluidas el American Ballet Theatre, la American Composers Orchestra y la Gotham Chamber Orchestra. 
En 2002, se convirtió en parte del popular grupo de música Steely Dan y apareció en la canción principal de su álbum de 2003 Everything Must Go. En 2006, comenzó a realizar giras y actuar con la Donald Fagen Band, así como con las Dukes of Septembre en 2010. 
Además de tocar, ha enseñado en varias universidades diferentes y es autor de varios libros sobre improvisación de jazz. Entre 1996 y 2000, fue profesor adjunto en la New Jersey City University en Jersey City, Nueva Jersey. De 2001 a 2009, Weiskopf fue profesor asociado visitante en la Escuela de Música Eastman y enseñó a tiempo parcial en la Universidad de Temple en Filadelfia de 2010 a 2012. Recientemente fue Coordinador de Estudios de Jazz en la Universidad de la Ciudad de Nueva Jersey en Jersey City, Nueva Jersey.
En 1991 y 1993 respectivamente, fue coautor de Coltrane: A Player's Guide To His Harmony y The Augmented Scale in Jazz (editor J. Aebersold) con Ramon Ricker. Completó Intervalic Improvisation (editorial Aebersold) en 1994. Su cuarto libro, Around The Horn, se publicó en 2001. La secuela Beyond The Horn, en coautoría con su antiguo alumno Ed RosenBerg, se estrenó en 2006. Su libro más reciente, Understanding the Diminished Scale, se publicó en 2013.

## Reconocimiento
Ha recibido tres becas de interpretación del Fondo Nacional de las Artes.  También recibió fondos para la creación y grabación de su sexteto de 2004, Sight to Sound (Criss Cross Jazz), de la Doris Duke Charitable Foundation y Chamber Music America.  Este conjunto de diez movimientos se inspiró en el trabajo de los artistas visuales Dalí, Picasso, Van Gogh, Miró y otros.

## Discografía
Como líder
- 1989: Exact Science (Iris 1002) con Joel Weiskopf, Jay Anderson y Jeff Hirshfield
- 1991: MindWalking (Iris 1003) con Joel Weiskopf, Jay Anderson y Jeff Hirshfield
- 1992: Simplicity (Criss Cross Jazz 1075) con Andy Fusco, Conrad Herwig, Joel Weiskopf, Peter Washington y Billy Drummond
- 1994: A World Away (Criss Cross Jazz 1100) con Larry Goldings, Peter Bernstein y Bill Stewart
- 1995: Song for My Mother (Criss Cross Jazz 1127) con Anders Bostrom, Jim Snidero, Joe Magnarelli, Scott Robinson, Joel Weiskopf, Peter Washington y Billy Drummond
- 1996: Night Lights (Doubletime Records 106) con Joel Weiskopf, Drew Gress y Steve Davis
- 1997: Sleepless Nights (Criss Cross Jazz 1147) con Andy Fusco, Conrad Herwig, Joel Weiskopf, James Genus y Billy Drummond
- 1999: Anytown (Criss Cross Jazz) con Joe Locke, Renee Rosnes, Doug Weiss y Tony Reedus
- 2000: Siren (Criss Cross Jazz 1187) – con Anders Bostrom, Jim Snidero, Joe Magnarelli, Scott Robinson, Joel Weiskopf, Doug Weiss y Billy Drummond
- 2002: Man of Many Colors (Criss Cross Jazz 1219) con Brad Mehldau, John Patitucci y Clarence Penn
- 2004: Sight To Sound (Criss Cross Jazz 1250) con Andy Fusco, John Mosca, Joel Weiskopf, Doug Weiss y Billy Drummond
- 2005: Tea For Two (Criss Cross Jazz 1265) con Andy Fusco, Joel Weiskopf, Paul Gill y Billy Drummond
- 2008: Day In, Night Out (Criss Cross Jazz 1300) con Andy Fusco, Michael Leonhart, John Mosca, Gary Smulyan, Peter Zak, Doug Weiss y Kendrick Scott
- 2010: See The Pyramid (Criss Cross Jazz 1327) con Peter Zak, Doug Weiss y Quincy Davis
- 2011: LIVE (Capri 74109-2) con Renee Rosnes, Paul Gill y Tony Reedus
- 2014: Overdrive (Posi-Tone) con Yotam Silberstein, Behn Gillece, Peter Zak, David Wong y Donald Edwards
- 2015: Open Road (Posi-Tone) con Peter Zak, Mike Karn y Steve Fidyk
- 2016: The Way You Say It (Posi-Tone) con Brian Charette, Behn Gillece y Steve Fidyk
- 2017: Fountain of Youth (Posi-Tone) con Peter Zak, Mike Karn, Behn Gillece y Steve Fidyk
- 2018: Walt Weiskopf European Quartet (Orenda Records) con Carl Winther, Daniel Franck y Anders Mogensen
- 2019: Walt Weiskopf European Quartet Worldwide (Orenda Records) con Carl Winther, Andreas Lang y Anders Mogensen
- 2020: Walt Weiskopf European Quartet Introspection (Believe Digital) con Carl Winther, Andreas Lang y Anders Mogensen
- 2021: Walt Weiskopf European Quartet Introspection 2.0 (Believe Digital) con Carl Winther, Andreas Lang y Anders Mogensen

Como acompañante
- 1982: Frank Sinatra/Buddy Rich – Concert for the Americas (DVD)
- 1984: Toshiko Akiyoshi/Lew Tabackin – Desert Lady Fantasy (BMG Victor)
- 1984: Toshiko Akiyoshi/Lew Tabackin – Ten Gallon Shuffle (Ascent Records)
- 1986: Toshiko Akiyoshi/Lew Tabackin – Wishing Peace (Concord)
- 1986: Toshiko Akiyoshi/Lew Tabackin/Frank Wess – Wishing Peace From "Liberty Suite (Ascent Records)
- 1988: Jean-Loup Longnon & His New York Orchestra – Jean-Loup Longnon & His New York Orchestra
- 1989: American Composers Orchestra – Four Symphonic Works By Duke Ellington (Musicmasters)
- 1990: Roland Vazquez – No Separate Love
- 1990: Toshiko Akiyoshi The Four Seasons (Nippon Crown)
- 1991: Toshiko Akiyoshi – Chic Lady (Nippon Crown)
- 1992: Toshiko Akiyoshi/Lew Tabackin – Carnegie Hall Concert (Columbia)
- 1993: Maurice Peress – D. Ellington/American Composers Orchestra (Musicmasters)
- 1993: Bill Warfield – The City Never Sleeps (Seabreeze)
- 1993: Toshiko Akiyoshi/Lew Tabackin – Desert Lady Fantasy (Concord)
- 1993: Toshiko Akiyoshi – Dig (Nippon Crown)
- 1994: Toshiko Akiyoshi – Night and Dream (Nippon Crown)
- 1994: The Buddy Rich Big Band – Burning For Buddy – A Tribute to the Music of Buddy Rich (Atlantic Records)
- 1994: Dave Stryker – Nomad
- 1995: Billy Drummond – Dubai (Criss Cross Jazz)
- 1995: Buddy Rich Big Band – Burning For Buddy (Atlantic)
- 1996: Jim Snidero – Vertigo (Criss Cross Jazz)
- 1996: Frank Sinatra, Jr. – As I Remember It (Angel)
- 1997: Andy Fusco – Big Man's Blues (Doubletime)
- 1997: Mark Soskin – Five Lands (TCB)
- 1997: The Buddy Rich Big Band – Burning For Buddy – A Tribute to the Music of Buddy Rich Volume II (Atlantic Records)
- 1998: Conrad Herwig – Heart of Darkness (Criss Cross Jazz)
- 1998: Cutting Edge – The Cutting Edge
- 2000: Linda Eder – Christmas Stays the Same
- 2001: Renee Rosnes – With A Little Help From My Friends (Blue Note)
- 2001: Joel Weiskopf – New Beginning (Criss Cross Jazz)
- 2002: Darius de Haas – Day Dream: Variations on Strayhorn
- 2002: Audra McDonald – Happy Songs
- 2002: Renee Rosnes – Life on Earth (Blue Note)
- 2002: Original Broadway Cast – Thoroughly Modern Millie
- 2003: Steely Dan – Everything Must Go (Warner Bros. Records)
- 2003: Geoff Muldaur Futuristic Ensemble – Private Astronomy: A Vision of the Music of Bix Beiderbecke (Edge Music)
- 2003: Linda Eder – Broadway My Way
- 2003: Michelle Conte – Lucky Me!
- 2005: Tom Christiensen – New York School (Playscape)
- 2005: Eri Nobuchika – 鼓動 (Fearless Records)
- 2005: Donald Fagen – Morph The Cat (Reprise Records)
- 2006: Walt Weiskopf/Dick Oatts/Billy Drewes – Jam Session No. 18 (Steeplechase)
- 2006: Donald Fagen – Morph The Cat (Reprise)
- 2006: Steely Dan – The Definitive Collection (Compilation)
- 2006: Randy Sandke – The Subway Ballet
- 2006: Brian Stokes Mitchell – Brian Stokes Mitchell
- 2007: Steve Smith/Jazz Legacy – Live on Tour (Drum Legacy)
- 2007: Roland Vazquez – Quintet Live
- 2007: Various artists – We All Love Ella: Celebrating the First Lady of Song (Compilation, Verve)
- 2008: Steve Smith's Jazz Legacy – Live at the Modern Drummer Festival (Hudson/DVD)
- 2008: Steve Smith's Jazz Legacy – Live on Tour, Vol. 2
- 2008: Pamela Luss – Magnet
- 2009: Steve Smith's Jazz Legacy – Live on Tour, Vol. 1
- 2010: John Fedchock Sextet – Live at The Red Sea Jazz Festival (Capri)
- 2010: Peter Zak – The Decider (SteepleChase)
- 2011: Vanguard Jazz Orchestra  – Forever Lasting/Live in Japan (Planet Arts)
- 2011: Renolds Jazz Orchestra – Three Penny Opera – Live in Aarau (Shanti Records)
- 2012: Donald Fagen  – Sunken Condos (Reprise)
- 2014: Donald Fagen/Michael McDonald/Boz Scaggs – Live at Lincoln Center – The Dukes of September (429 Records)
- 2016: Doug Webb – Triple Play

## Publicaciones
- 1991: Coltrane: A Player's Guide (editado por J. Aebersold – co-authored by Ramon Ricker) ASIN B000PIFI54
- 1993: The Augmented Scale in Jazz (editado por J. Aebersold) – co-authored by Ramon Ricker) ISBN 978-1562240318
- 1995: Intervalic Improvisation (editado por J. Aebersold)
- 2000: Around The Horn: 21 Modal Scales and Arpeggios Every Jazz Musician Needs To Know (editado por J. Aebersold) ISBN 978-1562240301
- 2006: Beyond The Horn: Challenging Exercises & Etudes for Modern Improvisation (editado por J. Aebersold) – co-authored by Ed RosenBerg) ISBN 978-1562240493
- 2010: Intervallic Improvisation – The Modern Sound: A Step Beyond Linear Improvisation (editado por J. Aebersold) ISBN 978-1562242596
- 2010: Giant Steps: A Player's Guide To Coltrane's Harmony for ALL Instrumentalists (editado por J. Aebersold) – co-authored by Ramon Ricker) ISBN 978-1562240530
- 2013: Understanding the Diminished Scale: A Guide for the Modern Player (editado por J. Aebersold)) ASIN 1562242881
- 2016: 16 Moderately Challenging Jazz Solos (editado por J. Aebersold))